# Wolfszeit Festival/Line-ups
Dies ist eine Liste der „Wolfszeit Festivals“, gegliedert nach Veranstaltungsort.

## Hollfeld (2007–2008)

### 1. Wolfszeit Festival (28.–29. September 2007)
Angantyr, Apokrypha, Asmodi, Finsterforst, Fjoergyn, Heimdalls Wacht, Kromlek, Minas Morgul, Negator, Obscurity, Riger, Slartibartfass, Varg, Vrankenvorde, Wolfchant

### 1. Wolfszeit Festival (12.–13. September 2008)
Dies Ater, Fimbulvet, Heidevolk, Helritt, Minas Morgul, Morrigan, Moonsorrow, Nastrandir, Riger, Schrat, Taake, Varg, Watain
|}

## Feriendorf Crispendorf (2009–2019)

### 3. Wolfszeit Festival (28.–29. August 2009)
Creature, Darkened Nocturn Slaughtercult, Finntroll, Finsterforst, Helrunar, Helfahrt, Imperium Dekadenz, Orlog, Skyforger, Thyrfing, Urgehal, Vrankenvorde, Zarathustra

### 4. Wolfszeit Festival (3.–4. September 2010)
Arkona, Heimdalls Wacht, Korpiklaani, Minas Morgul, Marduk, Negator, Ragnarok, Shining, Under That Spell, Valkyrja, Varg, XIV Dark Centuries

### 5. Wolfszeit Festival (2.–3. September 2011)
Bifröst, Der Weg einer Freiheit, Eisregen, Equilibrium, Farsot, Fimbulvet, Heimdalls Wacht, Hexadar, Imperium Dekadenz, Menhir, Primordial, Varg, Vargsheim, Watain, Wolfchant

### 6. Wolfszeit Festival (31. August–1. September 2012)
Agrypnie, Alestorm, Arkona, Debauchery, Ensiferum, Helrunar, Menhir, Nocte Obducta, Obscurity, Riger, Sintech, Vreid, Varg

### 7. Wolfszeit Festival (30.–31. August 2013)
Asenblut, Belphegor, Eisregen, Endstille, Gernotshagen, Kain, Krampus, Menhir, Milking the Goatmachine, Minas Morgul, Nothgard, Obscura Religio, Trollfest, Turisas, Varg, Wolfchant

### 8. Wolfszeit Festival (29.–30. August 2014)
Bifröst, Black Messiah, Eïs, Ensiferum, Equilibrium, Fimbulvet, Finntroll, Harakiri for the Sky, Nachtblut, Negator, Obscurity, Shining, Taake, Vargsheim, Vermin, Wolfchant

### 9. Wolfszeit Festival (28.–29. August 2015)
Agrypnie, Belphegor, Dark Fortress, Debauchery, Dornenreich, Eluveitie, Fejd, Fjoergyn, Gernotshagen, Korpiklaani, Kultasiipi, Minas Morgul, Munarheim, Tsjuder, Varg, Welicoruss

### 10. Wolfszeit Festival (25.–27. August 2016)
Arkona, Black Messiah, Dvalin, Eisregen, Fimbulvet, Firtan, Frozen Gate, Harakiri for the Sky, Heidevolk, Heimdalls Wacht, Imperium Dekadenz, Nachtblut, Nargaroth, Obscurity, Satyricon, Solstafir, Strydegor, Thormesis, Thrudvangar, Urfaust, Varg, Wolfchant, XIV Dark Centuries

### 11. Wolfszeit Festival (24.–26. August 2017)
Agrypnie, Alestorm, Asenblut, Belphegor, Carach Angren, Debauchery, Eïs, Equilibrium, Finntroll, Helrunar, Immortalis, Kahld, Kampfar, Mallevs Malleficarvm, Mayhem, Minas Morgul, Naglfar, Thormesis, Voltumna, Waldgeflüster, Wolfchant

### 12. Wolfszeit Festival (23.–25. August 2018)
Abbath, Abrogation, Asenblut, Au Dessus, Batushka, Black Messiah, Convictive, Die Apokalyptischen Reiter, Earth Ship, Eisregen, Ektomorf, Enisum, Farsot, Firtan, Gernotshagen, Harpyie, Jörmungand, Maahes, Marduk, Nomans Land, Odroerir, Thorondir, Totengeflüster, Unlight, Welicoruss, Wintersun

### 13. Wolfszeit Festival (22.–24. August 2019)
Arkona, Baumbart, Darkkirchensteuer Dornenreich, Dvalin, Endstille, Ensiferum, Equilibrium, Finsterforst, Furor Gallico, Grabak, Heidevolk, Horn, In Twilight's Embrace, Minas Morgul, Munarheim, Primordial, Thormesis, Varg, Varus, Verheerer, Voltumna, Watain, Wolves Den, XIV Dark Centuries

## Torgau (2020)

### 14. Wolfszeit Festival (24.–26. September 2020)
Asenblut, Batushka, Belphegor, Eisregen, Ellende, Equilibrium, Harakiri for the Sky, Helgrindur, Hexadar, Kankar, Mgła, Nachtblut, Obscurity, Totengeflüster, Wolfchant

## Crispendorf (2021–2022)

### 15. Wolfszeit Festival (27.–28. August 2021)
Blodtåke, Boötes Void, Dalriada, Deliver The Galaxy, Eisregen, Firtan, Forndom, Maahes, Marduk, Nachtblut, Thormesis, Týr, Ūkanose, Varg

### 16. Wolfszeit Festival (26.–27. August 2022)
Äera, Batushka, Belphegor, Black Messiah, Finntroll, Finsterforst, Gernotshagen, Groza, Harakiri for the Sky, Horn, Kanonenfieber, Mærer, Rotting Christ, Thyrfing, Totenwache, Watain

## Feriendorf Auenland (seit 2023)

### 17. Wolfszeit Festival (24.–26. August 2023)
Alestorm, Dark Funeral, Durangir, Eisregen, Ellende, Fimbulvet, Gaerea, Heidevolk, Helgrindur, Karg, Korpiklaani, Minas Morgul, Mosaic, Nornír, Obscurity, Sagenbringer, Tales of Ratatösk, Thjodrörir, Vanaheim, Varg, Wolfchant, XIV Dark Centuries

### 18. Wolfszeit Festival (22.–24. August 2024)
Alvader, Arkona, Batushka, Blood Fire Death, Bosparans Fall, Carpathian Forest, Darkened Nocturn Slaughtercult, Drudensang, Ensiferum, Groza, Kankar, Maahes, Munarheim, Nachtblut, Nargaroth, Sagenbringer, Skelfir, Thorondir, Uada, Unleashed, Varg, Waldtraene, Weltenbrandt, Wolfstavar